# Alexandre-Théophile Vandermonde
Alexandre-Théophile Vandermonde (Parijs, 28 februari 1735 – aldaar, 1 januari 1796) was een Franse violist, scheikundige en wiskundige. Zijn naam wordt heden ten dage vooral geassocieerd met de theorie van de determinanten in de wiskunde.  
Vandermonde was een violist, die pas rond 1770, op zijn 35ste, geïnteresseerd raakte in de scheikunde en de wiskunde. Op het gebied van de scheikunde heeft hij samengewerkt met Étienne Bézout, Antoine Lavoisier en Claude-Louis Berthollet, op het gebied van de wiskunde met Gaspard Monge. In 1771 publiceerde hij zijn Mémoire sur la résolution des équations (Memo over de oplossing van vergelijkingen), waarin hij rapporteerde over symmetrische functies en oplossingen van cyclotomische veeltermen. Dit artikel anticipeerde op de latere Galoistheorie. In zijn Remarques sur des problèmes de situation (Opmerkingen over problemen van plaats) bestudeerde hij het Paardenprobleem, een bekende puzzel uit de schaaksport. Nog hetzelfde jaar werd hij gekozen in de Franse academie van wetenschappen. In 1772 publiceerde hij Mémoire sur des irrationnelles de différents ordres avec une application au cercle (Memo over irrationele getallen van verschillend ordes met een toepassing op de cirkel), waarin hij een onderwerp uit de combinatoriek behandelde, en beschreef hij in hetzelfde jaar in zijn Mémoire sur l'élimination (Eliminatie methode) de grondslagen van de determinantentheorie. Zijn volledige gepubliceerde wiskundige werken bestaan uit deze vier artikelen, die allen werden aangeboden aan de Académie des Sciences. De naar hem genoemde Vandermonde-determinant komt overigens niet expliciet in zijn werk voor. Verder werden ook een speciale klasse van matrices en een elementair feit uit de combinatoriek, de identiteit van Vandermonde, naar hem genoemd.